# Сампе, Жан-Жак
Жан-Жак Сампе́ (фр. Jean-Jacques Sempé; 17 августа 1932, Бордо — 11 августа 2022) — французский художник-карикатурист, автор более 30 коллекций рисунков, опубликованных в 30 странах мира. Совместно с Рене Госинни создал цикл рассказов «Маленький Николя».

## Биография
Жан-Жак Сампе родился в Бордо в 1932 году. Был исключён из школы и коллежа за плохое поведение; не зря он позднее говорил: «В детстве моим любимым занятием было погалдеть, побаловаться и пошутить». Работал коммивояжёром и курьером, служил в армии по контракту, причём для этого ему пришлось завысить свой возраст (в действительности на тот момент Сампе не было и 18 лет). В 1952 году Сампе переехал в Париж, где познакомился с Рене Госинни и выиграл премию для молодых художников.
Неоднократно становился автором обложек журнала The New Yorker, много лет создавал регулярную колонку комиксов для Paris Match. В 1954 году Сампе и Госинни начали публикацию серии о Николя, которая позже была экранизирована. Писатель говорил так: «Сочинял и придумывал повесть в основном Рене, а я делал к ней иллюстрации». Однако участие он тоже принимал. В 1977 году Госинни умер и продолжать повесть пришлось ему одному.
Жан-Жак Сампе пользовался заслуженной славой во Франции. В 2006 году он стал командором Ордена Искусств и литературы, а в 2011—2012 году персональная выставка работ Сампе прошла в мэрии Парижа. Дочь художника от брака с художницей Метт Ивер — известная во Франции дизайнер Инга Сампе (род. 1968).
Скончался на 89-м году жизни, на своём загородном участке в окружении жены и близких друзей, 11 августа 2022 года.

## Память
- Анимационный фильм «Маленький Николя» (2022), Амандина Фредона и Бенжамена Массубра: биография, с элементами фантазии, о дружбе и совместной работе Семпе и Рене Госинни.